# John Redford
John Redford (1486 circa – novembre 1547) è stato un compositore e organista inglese fra i maggiori del periodo Tudor.

## Biografia
Quasi nulla si conosce della prima parte della sua vita e soltanto dell'ultimo ventennio di essa esistono alcune notizie certe.
Dal 1525 fu organista alla St Paul's Cathedral (succedendo a Thomas Hickman) e maestro del coro dal 1534. Molte delle sue composizioni sono contenute nel Mulliner Book. Tutta la sua musica per organo e di genere liturgico e in stile vocale, ma ve ne è anche in stile clavicembalistico contenente abbellimenti e richiede un'ottima tecnica esecutiva al suo interprete.
Diversamente dalla maggior parte dei suoi colleghi, Redford scrisse anche canzoni e masque, ma anche rappresentazioni drammatiche per la Corte. Oltre ad essere maestro del coro, aveva l'incombenza di preparare tutti i cantori ed anche i cantanti impegnati nelle rappresentazioni a Corte. IL più celebre di questi spettacoli fu The Play of Wyt and Science (scritto intorno al 1530-1550) parte del quale è andato perduto.
Egli scrisse anche alcuni poemi, compreso quello in 23 versi Nolo mortem peccatoris, che venne poi musicato da Thomas Morley, organista a St. Paul's in un periodo successivo.
Altro poema è The Chorister's Lament, nel quale i ragazzi del coro si lamentano delle percosse crudeli riservate loro:
We have a cursyd master, I tell you all for trew

so cruell as he is was never Turke or Jue.

he is the most unhappiest man that ever ye knewe,

for to poor syllye boyes he wurkyth much woe.

Do we never so well, he can never be content,

but for our good wylles we ever more be shente [punished],

ofttimes our lytle butokes he dooth all to rent,

that we, poore sylye boyes, abyde much woe.

We have many lasshes to lerne this peelde [wretched] song,

that I wyll not lye to you now & then among;

out of our butokes we may plucke the stumpes thus long

that we, poore sylye boyes, abyde much woe.